# Eurostar

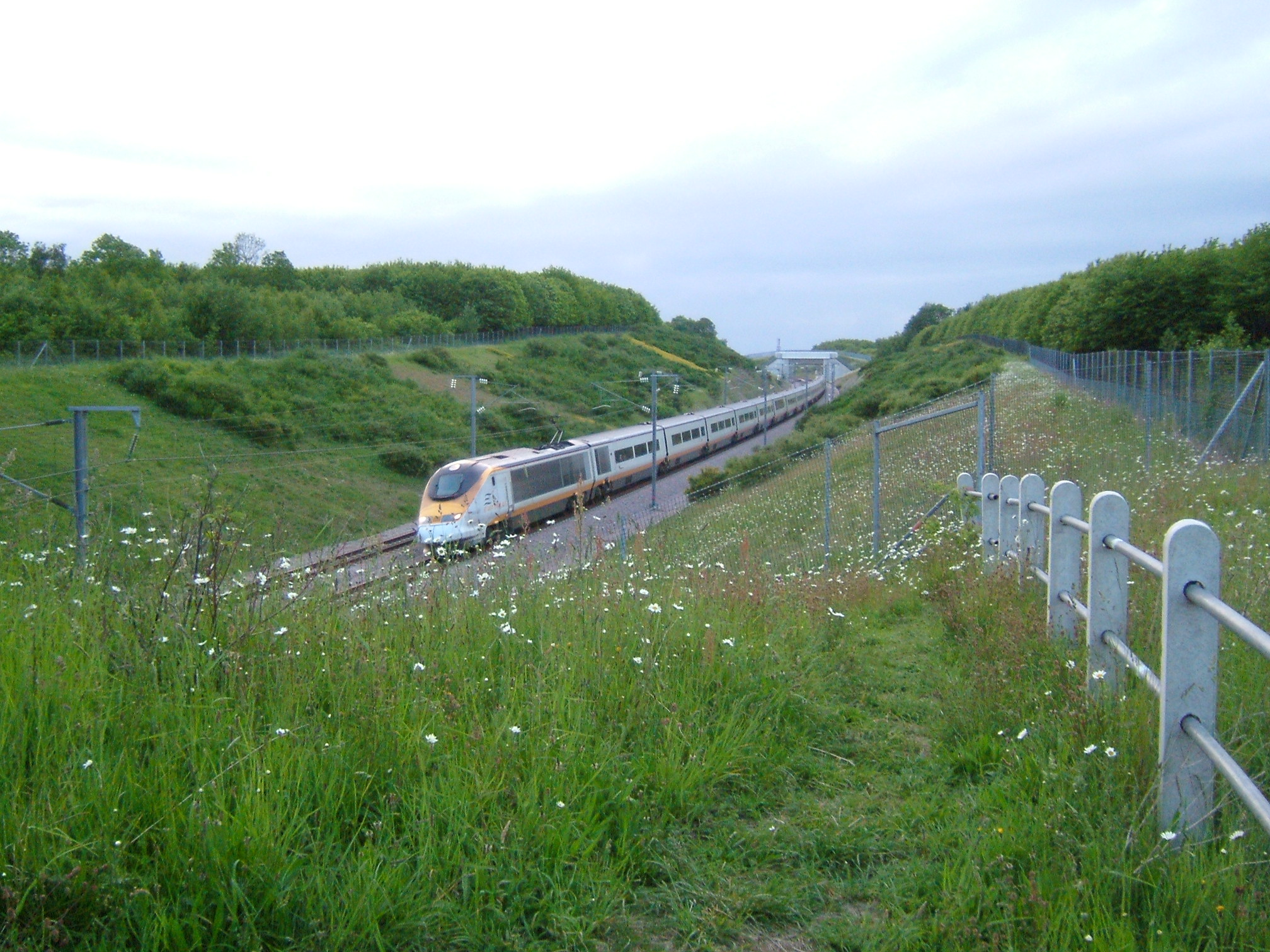
Pociąg Eurostar na linii High Speed 1

Eurostar – przewoźnik kolejowy obsługujący połączenia dużych prędkości pomiędzy Wielką Brytanią, Francją, Belgią i Holandią.
Eurostar obsługuje głównie połączenia St Pancras International – Bruksela Midi/Zuid i St Pancras International – Paryż Gare du Nord (stacje pośrednie dla wybranych połączeń: Lille-Europe, Ashford International, Calais-Fréthun, Ebbsfleet International).
Eurostar obsługuje również połączenia St Pancras International – Marne La Valée (raz dziennie) i weekendowe połączenia sezonowe z dworca Londyn St. Pancras do Bourg-Saint-Maurice (zimą) i Awinionu (latem).
Pociągi pokonują kanał La Manche, korzystając z Eurotunelu. Poza tym tunelem pociągi korzystają na znacznej części trasy z linii dużych prędkości LGV Nord, LGV 1 i High Speed 1, osiągając prędkość do 300 km/h. W tunelu poruszają się one maksymalnie 160 km/h (oznacza to średnią prędkość ok. 202 km/h na trasie Londyn – Paryż).
Pierwsze komercyjne kursy pociągów Eurostar miały miejsce w październiku 1994 r. Od tej pory Eurostar jest jedynym przewoźnikiem realizującym przewozy pasażerskie na trasie Londyn – Paryż (podróż zajmuje 2 godziny i 15 minut) oraz Londyn – Bruksela (godzina i 56 minut). Rekord czasu przejazdu na trasie Londyn – Paryż wynosi 2 godziny 3 minuty i 39 sekund i został ustanowiony 4 września 2007 r.
Tabor Eurostaru składa się z 27 elektrycznych zespołów trakcyjnych typu British Rail Class 373/SNCB 3100/SNCF TGV 373000.